# Santa Fe, Argentina
Santa Fe, Argentina  là một thành phố nằm trong tỉnh Santa Fe của Argentina. Thành phố Santa Fe, Argentina có diện tích km2, dân số theo ước tính năm 2009 là 493.000 người. Đây là thành phố lớn thứ 9 tại Argentina.